# Copidognathus andamanensis
Copidognathus andamanensis is een mijtensoort uit de familie van de Halacaridae. De wetenschappelijke naam van de soort is voor het eerst geldig gepubliceerd in 2003 door Chatterjee & De Troch.